# Norbert Johannimloh
Norbert Johannimloh (* 21. Januar 1930 in Verl; † 22. September 2022 in Münster-Wolbeck) war ein deutscher Schriftsteller sowie Gymnasial- und Hochschullehrer.

## Leben
Norbert Johannimloh wurde als Sohn des Maurers Heinrich Johannimloh und seiner Frau Elisabeth, geb. Kleinehagenbrock, in Verl (Kreis Gütersloh) geboren. Von 1936 bis 1944 besuchte er die Volksschule in Verl und von 1945 bis 1951 Gymnasien in Rietberg, Großkrotzenburg und Bielefeld, wo er 1951 die Reifeprüfung ablegte. Von 1951 bis 1956 absolvierte er an der Westfälischen Wilhelms-Universität in Münster ein Lehramtsstudium mit den Fächern Germanistik, Kunstgeschichte und Altphilologie. Ab 1956 leistete er sein Referendariat in Hamm und Münster ab. Nach dem Zweiten Staatsexamen war er von 1959 bis 1961 Studienassessor in Gütersloh und Münster und ab 1962 Studienrat am Johann-Conrad-Schlaun-Gymnasium in Münster. 1972 wechselte Johannimloh als Akademischer Oberrat an die Pädagogische Hochschule in Münster; später wirkte er als Studiendirektor im Hochschuldienst an der Universität Münster, wo er den Schwerpunkt Niederdeutsche Literatur betreute. 1994 trat er in den Ruhestand. Von 1965 bis 1989 war er Redakteur der Zeitschrift Westfalenspiegel. Johannimloh lebte zuletzt in Münster-Wolbeck.
Norbert Johannimloh war Verfasser von Romanen, Erzählungen, Gedichten (auch in plattdeutscher Sprache) und Hörspielen. Großen Anklang bei Kritik und Leserschaft fand sein autobiografisch geprägter Roman Appelbaumchaussee, in dem Episoden aus einer westfälischen Kindheit in den Dreißiger- und Vierzigerjahren des 20. Jahrhunderts geschildert werden. Einige seiner zunächst in hochdeutscher Sprache veröffentlichte Gedichte übersetzte er ins Niederdeutsche.
Neben seiner schriftstellerischen Tätigkeit war er auch als Maler tätig.
Norbert Johannimloh war Mitglied der Augustin-Wibbelt-Gesellschaft, der Grabbe-Gesellschaft und der Vereinigung Quickborn e.V.
Werkmanuskripte und Lebensdokumente aus dem Zeitraum von 1946 bis 2011 übergab er als Vorlass dem Westfälischen Literaturarchiv.

## Auszeichnungen
- 1963: Klaus-Groth-Preis der Stiftung F.V.S.
- 1969: Rottendorf-Preis für Niederdeutsche Literatur
- 1991: Hörspielpreis des WDR (2. Platz)

## Schriften
- En Handvöll Rägen. Plattdeutsche Gedichte mit hochdeutscher Übersetzung. Verlag Lechte, Emsdetten/Westfalen 1963 (Stimmen aus Westdeutschland; 2).
- Wir haben seit langem abnehmenden Mond. Gedichte. Bläschke Verlag, Darmstadt 1969.
- Appelbaumchaussee. Geschichten vom Großundstarkwerden. Haffmans, Zürich 1983.
- Riete – Risse. Gedichte. Schöningh, Paderborn 1991, ISBN 3-506-74355-4.
- Roggenkämper macht Geschichten. Roman in sechs Stationen. Haffmans, Zürich 1996, ISBN 3-251-00347-X.
- Die zweite Judith. Drei Frauen aus der Zeit der Wiedertäufer. Haffmans, Zürich 2000, ISBN 3-251-00486-7.
- Regenbogen über der Appelbaumchaussee. Erzählungen und Gedichte. 2001-Verlag, Frankfurt am Main 2006, ISBN 978-3-86150-570-9.
- Norbert Johannimloh Lesebuch, zusammengestellt und mit einem Nachwort von Robert Peters und Elmar Schilling (= Nylands kleine westfälische Bibliothek, Band 88). Aisthesis Verlag, Bielefeld 2019, ISBN 978-3-8498-1524-0.